# Sprintvärldsmästerskapen i kanotsport 1990
Sprintvärldsmästerskapen i kanotsport 1990 anordnades i Poznań i Polen.

## Medaljsummering
| Pl.    | Nation          | Guld | Silver | Brons | Totalt |
| ------ | --------------- | ---- | ------ | ----- | ------ |
| 1      | Sovjetunionen   | 9    | 2      | 6     | 17     |
| 2      | Östtyskland     | 5    | 3      | 4     | 12     |
| 3      | Ungern          | 2    | 6      | 3     | 11     |
| 4      | Västtyskland    | 1    | 0      | 3     | 4      |
| 5      | USA             | 0    | 3      | 0     | 3      |
| 6      | Bulgarien       | 0    | 0      | 3     | 3      |
| 7      | Danmark         | 1    | 1      | 0     | 2      |
| 8      | Italien         | 1    | 1      | 0     | 2      |
| 9      | Frankrike       | 1    | 0      | 1     | 2      |
| 10     | Polen           | 0    | 2      | 0     | 2      |
| 11     | Rumänien        | 0    | 2      | 0     | 2      |
| 12     | Norge           | 1    | 0      | 0     | 1      |
| 13     | Storbritannien  | 1    | 0      | 0     | 1      |
| 14     | Tjeckoslovakien | 0    | 1      | 0     | 1      |
| 15     | Nya Zeeland     | 0    | 1      | 0     | 1      |
| 16     | Australien      | 0    | 0      | 1     | 1      |
| 17     | Sverige         | 0    | 0      | 1     | 1      |
| Totalt | Totalt          | 22   | 22     | 22    | 66     |

### Herrar

#### Kanadensare
| Gren        | Guld                                                                       | Tid | Silver                                                             | Tid | Brons                                                                  | Tid |
| C-1 500 m   | Mychajlo Slyvynskyj (URS)                                                  |     | Thomas Zereske (GDR)                                               |     | Martin Marinov (BUL)                                                   |     |
| C-1 1000 m  | Ivans Klementjevs (URS)                                                    |     | György Zala (HUN)                                                  |     | Thomas Zereske (GDR)                                                   |     |
| C-1 10000 m | Zsolt Bohács (HUN)                                                         |     | Jan Bartůněk (TCH)                                                 |     | Ivans Klementjevs (URS)                                                |     |
| C-2 500 m   | Sovjetunionen Viktar Renejski Nicolae Juravschi                            |     | Östtyskland Ulrich Papke Ingo Spelley                              |     | Ungern Attila Pálizs György Zala                                       |     |
| C-2 1000 m  | Östtyskland Ulrich Papke Ingo Spelley                                      |     | Rumänien Gheorghe Andriev Vasile Lehaci                            |     | Sovjetunionen Aleksandr Gramovitj Jurij Hurin                          |     |
| C-2 10000 m | Danmark Arne Nielsson Christian Frederiksen                                |     | Rumänien Gheorghe Andriev Vasile Lehaci                            |     | Sovjetunionen Andrij Balabanov Viktor Dobrotvorskyj                    |     |
| C-4 500 m   | Sovjetunionen Viktar Renejski Nicolae Juravschi Jurij Hurin Valerij Vesjko |     | Ungern Zsolt Bohács Ervin Hoffmann Gusztáv Leikep Attila Szabó     |     | Bulgarien Nikolaj Buhalov Traicho Draganov Paisij Lubenov Dejan Slavov |     |
| C-4 1000 m  | Sovjetunionen Jurij Hurin Nicolae Juravschi Viktar Renejski Valerij Vesjko |     | Ungern Gáspár Boldizsár Ervin Hoffmann Gusztáv Leikep Attila Szabó |     | Bulgarien Nikolaj Buhalov Traicho Draganov Paisij Lubenov Dejan Slavov |     |

#### Kajak
| Gren        | Guld                                                                                | Tid | Silver                                                                   | Tid | Brons                                                                | Tid |
| K-1 500 m   | Siarhej Kalesnik (URS)                                                              |     | Mike Herbert (USA)                                                       |     | Martin Hunter (AUS)                                                  |     |
| K-1 1000 m  | Knut Holmann (NOR)                                                                  |     | Maicej Freimut (POL)                                                     |     | Philippe Boccara (FRA)                                               |     |
| K-1 10000 m | Philippe Boccara (FRA)                                                              |     | Greg Barton (USA)                                                        |     | Torsten Krentz (GDR)                                                 |     |
| K-2 500 m   | Sovjetunionen Siarhej Kalesnik Anatolij Tisjtjenko                                  |     | USA Mike Herbert Terry Kent                                              |     | Östtyskland Kay Bluhm Torsten Guitsche                               |     |
| K-2 1000 m  | Östtyskland Kay Bluhm Torsten Guitsche                                              |     | Sovjetunionen Vladimir Bobresjov Artūras Vieta                           |     | Ungern Gábor Szabó Béla Petrovics                                    |     |
| K-2 10000 m | Storbritannien Grayson Burne Ivan Lawler                                            |     | Nya Zeeland Ian Ferguson Paul MacDonald                                  |     | Sovjetunionen Boris Danilov Vladimir Mozjejko                        |     |
| K-4 500 m   | Sovjetunionen Oleg Gorobij Serhij Kirsanov Oleksandr Motuzenko Viktar Puseŭ         |     | Östtyskland Matthias Hoppe Uwe Münch Andreas Stähle André Wohllebe       |     | Ungern Attila Ábrahám Ferenc Cspies Gyula Kajner Béla Petrovics      |     |
| K-4 1000 m  | Ungern Attila Ábrahám Ferenc Cspies László Fidel Zsolt Gyulay                       |     | Sovjetunionen Serhij Kirsanov Oleksandr Motuzenko Anatolij Tisjtjenko    |     | Östtyskland Kay Bluhm Torsten Guitsche Tostern Krentz André Wohllebe |     |
| K-4 10000 m | Sovjetunionen Dzmitryj Bankoŭski Vladimir Bobresjov Aljaksandr Myzhin Artūras Vieta |     | Polen Andrzej Gajewski Andrzej Gryczko Grzegorz Kaleta Mariusz Rutkowski |     | Sverige Gunar Olsson Hans Olsson Peter Orbanm Kalle Sundqvist        |     |

### Damer

#### Kajak
| Gren       | Guld                                                               | Tid | Silver                                                      | Tid | Brons                                                                    | Tid |
| K-1 500 m  | Josefa Idem (ITA)                                                  |     | Yvonne Knudsen (DEN)                                        |     | Katrin Borchert (FRG)                                                    |     |
| K-1 5000 m | Katrin Borchert (FRG)                                              |     | Josefa Idem (ITA)                                           |     | Irina Salomjkova (URS)                                                   |     |
| K-2 500 m  | Östtyskland Ramona Portwich Anke von Seck                          |     | Ungern Éva Dónusz Erika Mészáros                            |     | Västtyskland Katrin Borchert Monika Bunke                                |     |
| K-2 5000 m | Östtyskland Ramona Portwich Anke von Seck                          |     | Ungern Éva Dónusz Erika Mészáros                            |     | Sovjetunionen Katarin Koniovskala Nelly Korbukova                        |     |
| K-4 500 m  | Östtyskland Silke Bull Ramona Portwich Heike Rabenow Anke von Seck |     | Ungern Éva Dónusz Henirette Huber Rita Kőbán Erika Mészáros |     | Västtyskland Marcella Bednar Katrin Borchert Monika Bunke Catrin Fischer |     |